# Zhu Yuqing
Zhu Yuqing (chinesisch 朱 玉青, Pinyin Zhū Yùqīng, * 22. April 1963) ist eine ehemalige chinesische Siebenkämpferin.
1986 gewann sie Gold bei den Asienspielen, und 1987 wurde sie Achte bei den Leichtathletik-Weltmeisterschaften in Rom. 
1991 wurde sie Asienmeisterin und Zwölfte bei den Weltmeisterschaften in Tokio.
Bei den Olympischen Spielen 1992 in Barcelona kam sie auf den 16. Platz. Sie startete dort auch im 100-Meter-Hürdenlauf und erreichte das Viertelfinale. 

## Persönliche Bestleistungen
- Siebenkampf: 6394 Punkte, 12. September 1993, Peking
- 100 m Hürden: 13,05 s, 11. September 1993, Peking